# Созерцание краткое
«Созерцание краткое лет 7190, 91 и 92, в них же что содеяся во гражданстве» — историческое сочинение русского писателя Сильвестра (Медведева), рассказывающее о начале правления царевны Софьи. Описывает события 1681—1684 годов, начиная с заключения мира между Русским царством и Османской империей. Автор рассказывает об отмене местничества, о смерти царя Фёдора Алексеевича, о первом стрелецком бунте, в результате которого к власти пришла царевна Софья в качестве регента при братьях — V и Петре I, о полемике между старообрядцами и никонианами. Повествование завершается сообщением о разборе стрелецких полков в январе 1684 года и выпиской из соответствующего секретного приказа.
«Созерцание» было написано в 1680-х годах (Сильвестра казнили в 1689 году, после свержения Софьи). Исследователи считают вероятным соавторство Кариона (Истомина). В последующие десятилетия текст «Созерцания» многократно переписывался. Историк Герхард Миллер подготовил пространные выписки для своей «Истории Петра Великого», они были опубликованы вместо основного текста в 1787 и 1841 годах. В 1895 году И. П. Козловский издал в Киеве полный текст «Созерцания» по одному из поздних списков, в котором появилось множество искажений. В 1894 году увидело свет издание А. А. Оболенского, которое считается лучшим.
Исследователи отмечают, что Сильвестр использовал широкий круг источников, которые подвергал анализу. «Созерцание» ломает рамки, характерные для историописания XVII века: это одно из первых в русской литературе монографических исследований, дающее к тому же «образец „книжного“, учёного языка, на котором общались русские образованные люди „переходного времени“». Оно стало одним из важнейших исторических источников, рассказывающих о правлении царевны Софьи.